# Battenbergové
Battenbergové či Battenberkové jsou původně německý a později britský šlechtický rod.

## Původ
Přísně vzato se jedná o morganatickou větev darmstadtské větve Hesenské dynastie (sama větev Reginarovců), vzniklé ze sňatku prince Alexandra Hesensko-Darmstadtského (syna velkovévody Ludvíka II. Hesensko-Darmstadtského) a hraběnky Julie von Hauke. Julie byla později švagrem jmenována hraběnkou z Battenbergu, podle jména malého města na severu Hesenska, kde manželé v první době svého pobytu žili, ale jejich děti byly jako morganatičtí potomci definitivně vyloučeny z nástupnické linie na hesenský trůn. Později byla Julie povýšena na princeznu a pár se mohl rovněž vrátit do Darmstadtu, hlavního města velkovévodství.

## Mountbattenové
V roce 1917 se členové rodu, žijící ve Spojeném království z politických důvodů vzdali svých německých titulů a přijali příjmení Mountbatten spolu s britskými šlechtickými tituly. Jméno Mountbatten vzniklo částečným překladem z němčiny do angličtiny (batten=prkno, der Berg=hora=mount). Současní členové rodu se tedy nazývají Mountbattenové, respektive Mountbatten-Windsorové.

## Členové rodu
- Marie z Battenbergu (1852–1923) ∞ kníže Gustav z Ernbach-Schönbergu
- Ludvík z Battenbergu (1854–1921), 1. markýz Milford-Haven ∞ Viktorie Hesensko-Darmstadtská
  - Alice (1885–1969), matka Filipa Mountbattena
  - Luisa (1889–1965), švédská královna;
  - George Mountbatten (1892-1938), 2. markýz Milford-Haven
    - Lady Tatiana Elizabeth Mountbatten (1917–1988)
    - David Mountbatten, 3. markýz Milford-Haven (1919–1970)
      - George Mountbatten, 4. markýz Milford-Haven (*1961)
        - Lady Tatiana Helen Georgia Mountbatten (*1990)
        - Henry David Louis Mountbatten, Earl of Medina (*1991)

      - Lord Ivar Mountbatten (*1963)
        - Ella Louise Georgina Mountbatten (*1996)
        - Alexandra Nada Victoria Mountbatten (*1998)
        - Louise Xenia Rose Mountbatten (*2002)

  - Louis Mountbatten, 1. hrabě Mountbatten z Barmy (1900–1979), poslední vicekrál a předposlední generální guvernér Indie.
- Alexandr I. z Battenbergu (1857–1893), bulharský kníže ∞ Johanna Loisingerová
- Jindřich z Battenbergu (1858–1896) ∞ princezna Beatrix Sasko-Koburská, dcera královny Viktorie
  - Alexandr Albert (1886–1960), markýz z Carisbrooku ∞ Irena Denison
    - Lady Iris Mountbatten (1920–1982)

  - Viktorie Evženie (1887–1969) ∞ španělský král Alfons XIII.
  - Leopold (1889–1922), lord Mountbatten
  - Maurice (1891–1914), padl v 1. světové válce
- František Josef z Battenberku (1861–1924) ∞ černohorská princezna Anna Maria Antonia Petrović-Njegoš